# 耶基斯語
耶基斯語（Yerkish；符號字(Lexigram；圖畫字)）是一種為了非人類灵长目（黑猩猩）與人類溝通、所發展出的人工語言。耶基斯語需要靈長目黑猩猩使用键盘按鍵的方法、即謂「符號字」輸入法來進行與人類溝通。而所謂符號指的是相應的物件或概念顯示在鍵盤上之圖示。

## 歷史
此種人工語言是由恩斯特·凡·葛拉瑟菲爾德所發展出來的。而使用上的案例是來自佐治亚州州立大學的杜安·藍保（Duane Rumbaugh）及蘇·薩維基-藍保二人在佐治亚州亚特兰大艾默理大學耶基斯国家灵长类研究中心所進行的灵长目研究工作之計劃。計劃進程是教黑猩猩經由使用符號字(圖畫字)鍵盤的輸入顯示來與人類來溝通，此種電腦的按鍵是要標上符號字型。首隻黑猩猩拉娜從1973年開始，經由訓練可以使用耶基斯語來與人類溝通。

## 參閲
- 靈長目認知（英语：Primate cognition）
- 坎茲
- 猿類認知及保護計劃（英语：Ape Cognition and Conservation Initiative）

## 外部連結
- The Yerkish Language for Non-Human Primates, Ernst von Glasersfeld, Department of Psychology, University of Georgia （英文）
- Susan Savage-Rumbaugh on apes （页面存档备份，存于） Video on TED.com （英文）